# Pitnus pintae
Pitnus pintae is een keversoort uit de familie klopkevers (Ptinidae). De wetenschappelijke naam van de soort werd in 1985 gepubliceerd door Franz.